# A·W·F·爱德华兹
A·W·F·爱德华兹（英語：Anthony William Fairbank Edwards，笔名A. W. F. Edwards；1935年—）是一位英国统计学家、演化生物学家和遗传学家，是外科医生哈罗德·C·爱德华兹之子，医学遗传学家約翰·赫頓·愛德華茲之弟，曾师从羅納德·愛爾默·費雪，主要科普作品有《心灵的嵌齿轮：维恩图的故事》（Cogwheels of the Mind: The Story of Venn Diagrams）等。